# مادهاف شافان
ماداف شافان (بالإنجليزية: Madhav Chavan)‏ (مواليد سنة 1954) هو مؤسس مشارك ومدير تنفيذي ورئيس منظمة براثام، المنظمة التي تستوعب سنويًا ثلاثة ملايين من أطفال المدارس الابتدائية في الهند. وهو الفائز بجائزة وايز للتعليم 2012.

## حياته العملية
ترعرع ماداف شافان وسط أسرة ناشطة سياسيًا في مرحلة تغيير صاخبة في الهند. نال شافان درجة الدكتوراه في الكيمياء من جامعة أوهايو في الولايات المتحدة عام 1983. وبعدها بثلاثة سنوات، عاد إلى الهند بعد عمله في مرحلة ما بعد الدكتوراه في جامعة هيوستن. في عام 1989، وأثناء تدريسه في جامعة مومباي، أدرك شافان أن نقص التعليم هو العقبة الرئيسية في وجه التنمية في الهند، وأنه ينبغي العمل لتحقيق نتائج سريعة، وبدأ عملًا جماهيريًا واسع النطاق لمحو أمية الكبار في أحياء مومباي الفقيرة في إطار الرسالة الوطنية لمحو الأمية. ونتيجة لمبادرة من اليونيسف، جرى في عام 1994 تعيين منظمة براثام لمعالجة مشاكل التعليم الابتدائي العامة في مومباي. وقاد شافان منذ ذلك الحين عملية تطوير المنظمة وبرامجها. طبقت براثام العديد من الابتكارات ذات النطاق الجماعي، مثل وضع التقرير السنوي عن حالة التعليم في مجال التقييم وحركة اقرأ الهندية في مجال توفير التعليم للمحرومين.
اهتم شافان كثيرًا باستحداث أساليب مبتكرة للتعليم أو لتدريب الأطفال والشباب. وحفزه حسّه بالعدالة الاجتماعية على إطلاق رسالة ذات تأثير واسع النطاق وبأقل قدر من التكلفة. وحققت ردة الفعل الناجمة عن الجمع بين العناصر الأساسية للبنية التحتية الحكومية مع موارد الشركات إلى جانب الروح التطوعية للمواطنين نتائج باهرة في محو أمية أطفال أحياء مومباي الفقيرة. وقد نجحت هذه الصيغة بسهولة في امتحانات التوسع والتكرار وانتشرت بسرعة في أصقاع البلاد.

## جائزة وايز
قال شافان عند تسلمه جائزة وايز للتعليم: «قبل نحو 25 عامًا، أدركت أن الحاجة ماسة إلى تفكير جديد قادر على تحسين حياة الملايين من المحرومين في بلادي. وقد ساهم العديد من الأفراد والمنظمات في ما تم إنجازه حتى الآن، وإنني أتشارك هذا التكريم معهم. وتسعى وايز إلى تبني رسالة مماثلة على نطاق عالمي، وأنا أحيي رؤيتها الجريئة ومقاربتها الشاملة. وهذه الجائزة محطة بارزة تذكرني بضخامة الجهود المطلوبة. إنه لشرف عظيم لي أن أحظى بالتقدير من قبل هذا المجتمع الفريد من المبتكرين، وآمل أن أؤدي واجباتي كسفير عالمي للتعليم بكل ما أوتيت من قدرة.»